# قد مخطط
قد مخطط (الاسم العلمي: Cottus carolinae) (بالإنجليزية: banded sculpin)‏ هو نوع من الأسماك يتبع جنس القد من الفصيلة القديات.